# Max Aarons
Maximillian James ("Max") Aarons (Londen, 4 januari 2000) is een Engels-Jamaicaans voetballer die doorgaans speelt als rechtsback. In augustus 2023 verruilde hij Norwich City voor Bournemouth.

## Clubcarrière
Aarons speelde tussen 2009 en 2014 in de jeugd van Luton Town en daarna stapte de verdediger over naar de opleiding van Norwich City. Bij die club maakte hij ook zijn debuut, op 2 september 2018. Gwion Edwards opende op die dag de score namens Ipswich Town, maar door een doelpunt van Moritz Leitner eindigde de wedstrijd in 1–1. Aarons mocht van coach Daniel Farke in de basis starten en hij speelde de gehele negentig minuten mee. In oktober 2018 tekende Aarons een contract tot medio 2023 bij Norwich. De rechtsback maakte op 1 december 2018 zijn eerste professionele doelpunt. Op het eigen Carrow Road speelde Norwich tegen Rotherham United, dat via Richie Towell op voorsprong kwam. Todd Cantwell tekende tien minuten na rust voor de gelijkmaker, waarna hij ook aangever was bij het doelpunt van Aarons. Uiteindelijk besliste Teemu Pukki de eindstand op 3–1. In de zomer van 2019 verlengde de verdediger zijn verbintenis bij Norwich tot medio 2024. Na de promotie naar de Premier League in 2019 volgden achtereenvolgens een degradatie, een nieuwe promotie door een kampioenschap en opnieuw degradatie.
In het seizoen 2022/23 behaalde Norwich geen promotie naar de Premier League, maar Aarons ging wel op dat niveau spelen door een transfer ter waarde van circa acht miljoen euro naar Bournemouth. Bij deze club speelde hij in zijn eerste seizoen twintig competitiewedstrijden, waarvan dertien als basisspeler. Aarons kwam in de eerste helft van het seizoen 2024/25 slechts tot drie optredens in de Premier League. Hierop huurde Valencia hem met een optie tot koop. Deze werd na vijf optredens voor de Spaanse club niet gelicht en voor het seizoen 2025/26 nam Rangers de verdediger op huurbasis over.

## Clubstatistieken
| Seizoen | Club         | Competitie       | Competitie | Competitie | Beker | Beker | Internationaal | Internationaal | Totaal | Totaal |
| Seizoen | Club         | Competitie       | Wed.       | Dlp.       | Wed.  | Dlp.  | Wed.           | Dlp.           | Wed.   | Dlp.   |
| ------- | ------------ | ---------------- | ---------- | ---------- | ----- | ----- | -------------- | -------------- | ------ | ------ |
| 2018/19 | Norwich City | Championship     | 41         | 2          | 2     | 1     | —              | —              | 43     | 3      |
| 2019/20 | Norwich City | Premier League   | 36         | 0          | 4     | 0     | —              | —              | 40     | 0      |
| 2020/21 | Norwich City | Championship     | 45         | 2          | 2     | 0     | —              | —              | 47     | 2      |
| 2021/22 | Norwich City | Premier League   | 34         | 0          | 1     | 0     | —              | —              | 35     | 0      |
| 2022/23 | Norwich City | Championship     | 45         | 1          | 3     | 0     | —              | —              | 48     | 1      |
| 2023/24 | Bournemouth  | Premier League   | 20         | 0          | 3     | 0     | —              | —              | 23     | 0      |
| 2024/25 | Bournemouth  | Premier League   | 3          | 0          | 1     | 0     | —              | —              | 4      | 0      |
| 2024/25 | → Valencia   | Primera División | 4          | 0          | 1     | 0     | —              | —              | 5      | 0      |
| 2025/26 | → Rangers    | Premiership      | 0          | 0          | 0     | 0     | 0              | 0              | 0      | 0      |
| Totaal  | Totaal       | Totaal           | 228        | 5          | 17    | 1     | 0              | 0              | 245    | 6      |

Bijgewerkt op 1 juli 2025.

## Erelijst
| Championship | 2 | 2018/19, 2020/21 |